# К Амеане, которую сравнили с Лесбией
«К Амеа́не, кото́рую сравни́ли с Ле́сбией» — условное название стихотворения римского поэта Гая Валерия Катулла, включённого в состав посмертного сборника («Книги Катулла Веронского») под номером 43. Автор здесь обращается к гетере Амеане (она фигурирует в стихотворении № 41), и рассказывает, что она, вопреки молве, совсем непохожа на его возлюбленную — Лесбию.
В стихотворении перечисляются основные составляющие женской красоты с точки зрения римлянина. Это чёрные глаза, маленький нос, сухие губы, изящные руки, красивые ноги, «изысканный говор».